# Haus Publishing

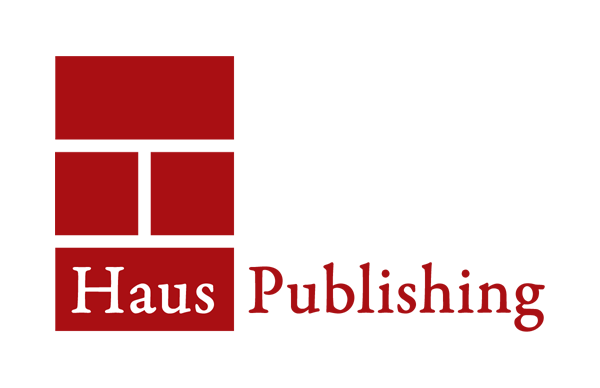
Logo de Haus Publishing

Haus Publishing es una compañía editorial británica con sede en Londres, fundada en 2002.

## Historia
Haus Publishing fue fundada en 2002 por Barbara Schwepcke, exeditora de la revista Prospect. La editorial tiene una librería, BookHaus, en sus instalaciones. Comenzando con libros de no ficción, ahora cubren muchos más tipos de libros, especializándose fundamentalmente en biografías.

## Libros de Arabia
Arabia Books fue fundada como una empresa conjunta entre Haus Publishing y la editorial independiente británica Arcadia Books en marzo de 2008. El sello publica ficción contemporánea traducida del árabe. Pero Arcadia ya no participa en la gestión de Arabia Books.